# It's Over (Roy Orbison)
It's over is een single van de Amerikaanse zanger Roy Orbison. Het lid is geschreven door de zanger zelf en Bill Dees en werd geproduceerd door Wesley Rose op een arrangement van Bill Justis.
De B-kant Indian Wedding is een eigen compositie van Orbison en is eveneens gearrangeerd door Bill Justis.

## Tracklist

### 7" Single
London HLU 9882 (1964); Monument 45-837 [us] (1964)
1. It's over - 2:47
2. Indian wedding - 2:59

## Hitnotering
| It's over                  | It's over             | It's over | It's over | It's over | It's over | It's over | It's over | It's over | It's over | It's over | It's over | It's over | It's over |
| Hitlijst                   | Datum van binnenkomst | Week:     | 1         | 2         | 3         | 4         | 5         | 6         | 7         | 8         | 9         | 10        |           |
| -------------------------- | --------------------- | --------- | --------- | --------- | --------- | --------- | --------- | --------- | --------- | --------- | --------- | --------- | --------- |
| Tijd Voor Teenagers Top 10 | 11-7-1964             | Positie:  | 10        | 8         | 5         | 5         | 5         | 4         | 4         | 7         | 8         | 9         | uit       |

### NPO Radio 2 Top 2000
| Nummer met noteringen in de NPO Radio 2 Top 2000 | '99  | '00  | '01  | '02  | '03 | '04  | '05  | '06  | '07  | '08  | '09  | '10  | '11  |
| ------------------------------------------------ | ---- | ---- | ---- | ---- | --- | ---- | ---- | ---- | ---- | ---- | ---- | ---- | ---- |
| It's Over                                        | 1132 | 1271 | 1230 | 1389 | 921 | 1189 | 1380 | 1219 | 1430 | 1238 | 1718 | 1661 | 1899 |

1. ↑  Een vetgedrukt getal geeft de hoogste notering aan.
2. ↑  Deze tabel is bijgewerkt tot en met de laatste editie (2024).

### Evergreen Top 1000
| Evergreen Top 1000 "It's Over" | Evergreen Top 1000 "It's Over" | Evergreen Top 1000 "It's Over" | Evergreen Top 1000 "It's Over" | Evergreen Top 1000 "It's Over" | Evergreen Top 1000 "It's Over" | Evergreen Top 1000 "It's Over" | Evergreen Top 1000 "It's Over" | Evergreen Top 1000 "It's Over" | Evergreen Top 1000 "It's Over" | Evergreen Top 1000 "It's Over" | Evergreen Top 1000 "It's Over" | Evergreen Top 1000 "It's Over" | Evergreen Top 1000 "It's Over" | Evergreen Top 1000 "It's Over" | Evergreen Top 1000 "It's Over" |      |
| Jaar                           | 2008                           | 2009                           | 2010                           | 2011                           | 2012                           | 2013                           | 2014                           | 2015                           | 2016                           | 2017                           | 2018                           | 2019                           | 2020                           | 2021                           | 2022                           | 2023 |
| ------------------------------ | ------------------------------ | ------------------------------ | ------------------------------ | ------------------------------ | ------------------------------ | ------------------------------ | ------------------------------ | ------------------------------ | ------------------------------ | ------------------------------ | ------------------------------ | ------------------------------ | ------------------------------ | ------------------------------ | ------------------------------ | ---- |
| Positie                        | 250                            | 23                             | 62                             | 62                             | 72                             | 91                             | 139                            | 191                            | 164                            | 332                            | 441                            | 421                            | 294                            | 465                            | 513                            | 387  |